# Wilhelm II (książę Jülich)
Wilhelm II (ur. ok. 1325, zm. 13 grudnia 1393) – książę Jülich od 1361.

## Życiorys
Wilhelm był drugim synem Wilhelma I, księcia Jülich, oraz Joanny, córki Wilhelma I Dobrego, hrabiego Holandii i Hainaut. Małżeństwo starszego brata Gerarda z dziedziczką Hrabstwa Ravensbergu i Hrabstwa Bergu otworzyło mu drogę do dziedziczenia ojcowizny.
Już w 1343 został współrządcą swojego ojca w księstwie Jülich. Toczył z ojcem liczne spory, podczas których nawet uwięził go w latach 1349–1351. Jako wnuk hrabiego Holandii Wilhelma spierał się z Wittelsbachami o następstwo w hrabstwach Holandii i Zelandii, jednak bezskutecznie. W 1361 po śmierci ojca został księciem Jülich. Toczył liczne spory z sąsiadami, podczas których utracił Kaiserswerth i Zülpich, uzyskał natomiast Linnich. 
Żoną Wilhelma była Maria (zmarła w 1405), córka księcia Geldrii Renalda II. Z tego powodu Wilhelm zaangażował się w wojnę pomiędzy synami Renalda II, popierając Edwarda przeciwko Renaldowi III. W 1371 wspólnie z Edwardem pokonał w bitwie pod Baesweiler Wacława I, księcia Luksemburga i Brabancji, którego wziął do niewoli. Wskutek ran odniesionych w tej bitwie zmarł Edward, kilka miesięcy później zmarł również bezpotomnie Renald III, dzięki czemu Wilhelm zapewnił księstwo Geldrii swojemu synowi Wilhelmowi jako siostrzeńcowi zmarłych książąt. Cesarz Karol IV Luksemburski potwierdził to w 1372, a Wilhelm objął rządy w Geldrii w imieniu syna do czasu osiągnięcia przezeń pełnoletniości. Mimo to walki o Geldrię trwały nadal – swoje roszczenia podniosła siostra Edwarda i Renalda oraz żony Wilhelma II, Matylda, która sprzymierzyła się z Joanną brabancką. Konflikt zakończył się w 1379 odstąpieniem przez Matyldę od swoich roszczeń.
Oprócz Wilhelma miał z Marią jeszcze dwoje dzieci: syna Renalda oraz córkę Marię, późniejszą żonę hrabiego Arkel Jana XII.